# 宣宗 (唐)
宣宗（せんそう）は、唐朝の第19代皇帝。憲宗の十三男で、穆宗の弟、武宗の叔父に当たる。
その治世に一定の成果を挙げたため、小太宗と呼ばれているが、戦乱で実録が失われたため、その業績の詳細は不明である。
『編年綱目』によると、高麗の太祖王建の祖父王帝建は、宣宗の庶子であった。

## 生涯
初めは光王に封じられる。武宗が危篤となると宦官の馬元贄により異例の皇太叔に擁立され、武宗の死去とともに即位した。即位時に名を怡から忱に改めている。
聡明な宣宗は、衰退した国勢を再建するために裴休らを起用して内政に力を注いだ。李徳裕の一党を排除し、牛僧孺派を抑制するなど重臣による派閥闘争（牛李の党争）や宦官勢力の削減すると同時に、宦官への穏健な抑制政策を採用するなどの社会の安定を図った。また、武宗時代に出された廃仏令（会昌の廃仏）を廃し、仏教を保護するなどの施策を行っている。
しかし晩年になると道教に耽溺し、不老長寿を求めるようになった。大中13年（859年）、丹薬による中毒症状で50歳にして崩御した。

## 逸話
『唐語林』によると、宣宗は越地出身の寵姫がいる。絶世の美女だったので、最初は宣宗にかわいがられていた。しかしやがて宣宗は楊貴妃のような災いが起きることを心配している。大臣たちは寵姫を後宮から追い出すよう説得したが、宣宗は「宮を出るだけなら彼女が恋しくなる」という理由で寵姫に毒酒を賜った。

## 宗室
- 側室：晁美人（贈元昭皇后（中国語版））
  - 長男：鄆王李温（懿宗） - 第20代皇帝
  - 長女：万寿公主
- 側室：趙昭儀
- 側室：呉昭儀
- 側室：張婕妤
- 側室：柳婕妤
- 側室：梁美人
- 側室：仇才人
- 側室：史才人
- 側室：羅才人
- 長城郡夫人銭氏、武威郡夫人曹氏、尚服羅氏[1]、陳氏
- 生母不詳の子女
  - 皇子：雍王李渼（靖懐太子）、雅王李涇、夔王李滋、慶王李沂、濮王李沢、鄂王李潤、懐王李洽、昭王李汭、康王李汶、衛王李灌、広王李澭
  - 皇女：永福公主、西華公主、和義公主、盛唐公主、平原公主、唐陽公主、許昌公主

## 登場作品
- 「宮心計」(2009年、香港ドラマ、日本未公開、演：陳豪)